# Grand Prix Rudy Dhaenens 2005
Il Grand Prix Rudy Dhaenens 2005, settima edizione della corsa, valido come evento dell'UCI Europe Tour 2005 categoria 1.1, si svolse il 20 marzo 2005. Fu vinto dal belga Koen Barbé, che giunse al traguardo in 4h 17' 00".
Dei 188 ciclisti alla partenza 128 tagliarono il traguardo.

## Ordine d'arrivo (Top 10)
| Pos. | Corridore          | Squadra         | Tempo    |
| ---- | ------------------ | --------------- | -------- |
| 1    | Koen Barbé         | Choc. Jacques   | 4h17'00" |
| 2    | Thomas Dekker      | Rabobank        | s.t.     |
| 3    | Jure Zrimsek       | Acqua & Sapone  | s.t.     |
| 4    | Jeremy Hunt        | Mr Bookmaker    | a 4"     |
| 5    | Bastiaan Giling    | T-Mobile        | a 9"     |
| 6    | Stefan van Dijk    | Mr Bookmaker    | a 16"    |
| 7    | Ludo Dierckxsens   | Landbouwkrediet | s.t.     |
| 8    | Wilfried Cretskens | Quick Step      | s.t.     |
| 9    | Stefan Schumacher  | Shimano         | s.t.     |
| 10   | Jan Bratkowski     | Lamonta         | s.t.     |